# Резніков Денис Михайлович
Денис Михайлович Резніков (нар. 25 січня 1989) — український футбольний арбітр. У 2018 році розпочав обслуговувати футбольні матчі чемпіонату України у першій лізі.